# 疇國
疇國，先秦小型方国，今河南省平顶山市西南。
夏朝时，奚仲被封在薛地。商王武丁时，薛国一个分支在今平顶山西南建立畴国。畴国，任姓，是奚仲、仲虺的后裔，和摯國是任姓之族，是周文王母亲、周武王祖母太任的母族。